# عبدالقادر محمد
عبدالقادر محمد (انگلیسی: Abdelkader Mohamed؛ زادهٔ ۱۹۳۵) بازیکن فوتبال بود.
وی همچنین در تیم ملی فوتبال مراکش بازی کرده‌است.